# Nemescsó, Vas
Nemescsó  este un sat în districtul Kőszeg, județul Vas, Ungaria, având o populație de 298 de locuitori (2011). 

## Demografie
Componența etnică a satului Nemescsó
     Maghiari (97,93%)
     Germani (2,07%)
Componența confesională a satului Nemescsó
     Romano-catolici (41,95%)
     Luterani (36,91%)
     Fără religie (4,03%)
     Necunoscută (17,11%)
     Alte religii (1,34%)
Conform recensământului din 2011, satul Nemescsó avea 298 de locuitori. Din punct de vedere etnic, majoritatea locuitorilor (97,93%) erau maghiari, cu o minoritate de germani (2,07%). Nu există o religie majoritară, locuitorii fiind romano-catolici (41,95%), luterani (36,91%) și persoane fără religie (4,03%). Pentru 17,11% din locuitori nu este cunoscută apartenența confesională.